# Hyperion (roman de Dan Simmons)
Hyperion (1989) (titlu original Hyperion) este un roman science fiction al scriitorului american Dan Simmons, câștigător al premiului Hugo. Este prima carte a seriei Hyperion Cantos, fiind singura care folosește extensiv motivul literar al narațiunii cadru (deși, într-o oarecare măsură, acesta apare și în Căderea lui Hyperion). Intriga romanului este extrem de complexă, urmărind multiple linii temporale și personaje al căror comportament se modifică dramatic.

## Intriga
Omenirea se află pe marginea Armaghedonului, din cauza iminentului război cu Expulzații, post-oameni alterați genetic pentru a trăi în spațiul cosmic. Salvarea omenirii poate veni din partea a șapte pelerini a căror experiență unică oferă înțelegerea enigmei neelucidate a Criptelor Timpului, localizate pe planeta Hyperion. Lipsa de înțelepciune a omenirii a dus la distrugerea Pământului-mamă, această filozofie arogantă fiind purtată mai departe spre stele, unde a ajuns în fața puternicei creaturi cunoscute sub numele de Shrike.

### Cadru
Povestea începe în mijlocul acțiunii. La peste 700 de ani după secolul XXI, omenirea s-a răspândit în galaxie, întâi la bordul navelor echipate cu "propulsia Hawking" și apoi, după ce Pământul a fost distrus de un accident științific (Marea Greșeală), prin ceea ce studia acel accident: singularitățile controlate cunoscute sub numele de "teleproiectoare", care permit călătoria instantanee între două puncte separate de distanțe aparent nelimitate. Rețeaua de teleproiectare ("Web"-ul) a schimbat din temelii Hegemonia Omului (entitatea politică cu sediul pe planeta Tau Ceti Central care controlează toate lumile din Web și multe de dincolo de acesta), permițând minuni de genul râului Tethys — un râu care curge neîntrerupt prin portalurile de teleproiectare pe suprafața a zeci de planete. De asemenea, prin aceste portaluri trece și tehnologia computerizată incredibil de avansată care susține datasferele (o rețea amintind de Internet ca structură, dar mult mai avansată), în care se ascunde puternicul, atot-cunoscătorul și insondabilul TehNucleu - o aglomerare vastă a celor mai inteligente AI-uri care controlează rețeaua de teleproiectare și aproape orice ține de înalta tehnologie.
Hegemonia este o societate decadentă, care se bazează pe armata sa ("FORȚĂ") pentru a încorpora noi planete colonii în Web, chiar și fără voia lor, și pentru a apăra Hegemonia de atacurile Expulzaților, "barbari interstelari" cvasi-transumanii care se află liberi dincolo de granițele Hegemoniei și evită toate uneltele TehNucleului (în special teleproiectoarele). Conducerea Hegemoniei este asigurată de un executiv consiliat de un reprezentant al TehNucleului, cuprinzând "Totalitatea" (o democrație cu participare în timp real, asemănătoare unui forum web, facilitată de datasfera TehNucleului ș amintind de Althing-ul islandez și senatorii aleși de Totalitate. Însă sfaturile și previziunile TehNucleului sunt date peste cap de structurile misterioase și de creatura de pe îndepărtata colonie Hyperion (numită după poezia lui John Keats) - Criptele Timpului și, respectiv, Shrike - care au fost trimise înapoi în timp de o facțiune necunoscută căreia nu i se știu motivele. Mai mult, Expulzații sunt preocupați de multă vreme de Hyperion, iar invazia lor îndelung plănuită este iminentă.
În acest cadru turbulent își fac apariția cei care vor fi ultimii șapte pelerini care vor călători către Criptele Timpului și către Shrike, fiecare pentru a cere îndeplinirea unei dorințe. Fiecare are propriile motive pentru a-l căuta pe Shrike, legate de iminenta criză. Primul care apare în roman este Consulul, fost ambasador al Hegemoniei pe Hyperion, acum retras la bordul navei sale private (lucru rar într-o civilizație care folosește teleproiectarea), care primește un mesaj sperlumic (un mediu în care mesajele sunt trimise prin tahioni) de la actualul Director Executiv al Hegemoniei, Meina Gladstone. Ea îi cere să se îmbarce la bordul unei nave-arbore a Templierilor care a fost desemnată să transporte pelerinii spre Hyperion și să evacueze locuitorii planetei înainte de izbucnirea conflictului; Gladstone îl informează și despre faptul că printre pelerini se ascunde un agent al Expulzaților.
Pelerinii se întâlnesc la bordul navei-arbore, după ce sunt readuși la viață din somnul criogenic; ei decid să își împărtășească unii altora poveștile, atât pentru a face lunga călătorie către Cripte să treacă mai ușor, cât și pentru a se cunoaște mai bine. Prin tragere la sorți, primul care ajunge să își spună povestea este tânărul preot al muribundei religii catolice, părintele Lenar Hoyt.

### Povestirea preotului: "Omul care a strigat Dumnezeu"
Povestea părintului Lenar Hoyt începe pe Pacem, lumea catolică în care a crescut. El este trimis să îl găsească pe părintele Paul Duré, un teolog iezuit, arheolog, etnolog și discipol al lui Teilhard de Chardin, care a plecat cu patru ani în urmă pe planeta Hyperion pentru a înființa o stațiune de cercetări etnologice în Falie, unde se zvonește că ar trăi antica civilizație bikura. Hoyt găsește jurnalul lui Paul Duré, în care acesta povestește periplul său printre bikura.
Bikura sunt infectați cu un parazit numit cruciform, care rămâne permanent încrustat în pieptul victimei, deținând toate informațiile despre ea. Asta permite reconstrucția trupului după moarte, înlăturând necesitatea procreerii. Acceptat printre ei deoarece poartă la gât un crucifix, părintele este dus în cele din urmă în labirinturile planetei, unde îl vede pe Shrike și îi este implantat un cruciform. Acesta are și rolul de a-l împiedica pe părinte să evadeze, dându-i dureri insuportabile. Hoyt îl găsește după șapte ani, legat de un copac electric Tesla, într-un ciclu continuu moarte-renaștere și îi preia cruciformul, alături de cel care i-a fost deja implantat. Cruciformul dublu îl face pe Hoyt să se simtă foarte rău, chiar și folosind medicația care reduce durerea, motiv pentru care acesta caută ajutorul lui Shrike.

### Povestirea soldatului: Amanții războiului
După aterizarea pe Hyperion și evitarea linșajului din partea mulțimii care dorea să măcelărească pe oricine are legătură cu Shrike, pelerinii se îmbarcă pe barja Benares (construită pe Vechiul Pământ înaintea Marii Greșeli) care îi duce în amontele râului. La bordul barjei, colonelul Fedmahn Kassad își deapănă povestea care începe în zilele antrenamentului său în cadrul Academiei FORȚĂ. În timpul unei simulări extrem de detaliate a Bătăliei de la Azincourt, Kassad este salvat de misterioasa Moneta, cei doi devenind amanți. Ulterior, cei doi se întâlnesc în mod repetat în simulrările RIT:ȘCO, până în ultimul an al lui Kassad la Academie, când el este trimis în misiune pe Maui-Legământul, care refuta să intre în Web. Moneta nu mai revine până când el nu devine celebru (sau infam) în fanatica lume deșertică musulmană Qom-Riyadh, prin executarea a 15.000 de conducători ai unui jihad brutal care luaseră ostateci mii de cetățeni ai Hegemoniei.
Următoarea acțiune răsunătoare a lui Kassad este împotriva Expulzaților care au invadat Noua Bressie, masacrându-i locuitorii. Rănit, Kassad fuge pe Hyperion cu o navetă, unde îi întâlnește pe Shrike și pe Moneta. Femeia îl îngrijește, iar Shrike le oferă celor doi un exemplu al modului în care poate controla timpul. Împreună, cei trei îi înving pe Expulzați, iar Kassad află că Moneta/Shrike vrea să îl folosească pentru a porni un război interstelar în care vor muri milioane. Kassad evadează și revine în Web, demisionând din FORȚĂ și devenind un activist anti-război. Scopul pelerinajului său este de a-i găsi pe Moneta și pe Shrike și să îi omoare.

### Povestirea poetului: "Cânturile Hyperion"
Urmează povestirea lui Martin Silenus, care începe cu un interludiu descriind tentativa Tristului Rege Billy de a crea un regat al artiștilor pe puțin-populata (pe atunci) planetă Hyperion, dar revine repede la originile sale de descendent bogat al unei case nord-americane din vremea Marii Greșeli. Silenus se perfecționează în arta poeziei, dar este nevoit să își întrerupă pregătirea atunci când gaura neagră a Echipei Kiev înghite Pământul.
Rămas fără familie, cu averea confiscată de Hegemonie și cu creierul afectat de călătoria spre un alt sistem planetar, Silenus este nevoit să presteze munci necalificate. În timp, el redevine capabil să vorbească și începe să lucreze la Cânturile Hyperion, o operă începută sub forma unei parodii la celebra poeziei a lui Keats, dar care se transformă în două opere: o relatare a vieții lui Silenus și o titanomahii în care Hegemonia omului preia rolul titanilor, iar TehNucleul pe cel al olimpienilor. Manuscrisul ultimei opere este publicat cu titlul "Pământul muribund" (o referire directă la seria Dying Earth a lui Jack Vance) și devine un mare succes, transformându-l în milionar.
Silenus se dedă unei vieți decadente, care îl ruinează. El i se alătură Tristului Rege Billy, care a pus pe Hyperion bazele Orașului Poeților, reluându-și munca la "Cânturile Hyperion", cu sprijinul muzei care se dovedește a fi Shrike. Orașul Poeților e răvășit de crime, toate legate de poemul la care lucrează. Acest lucru îl determină pe Tristul Rege Billy să îl acuze că, scriindu-și poemul, este responsabil pentru crime și să încerce să distrugă manuscrisul. În confruntarea dintre cei doi își face apariția Shrike, care îl ucide pe Tristul Rege Billy, adăugându-l copacului său legendar. Silenus pleacă de pe Hyperion, luând cu el manuscrisul. Scopul actualului pelerinaj este de a primi ajutorul lui Shrike pentru terminarea poemului.

### Povestirea cărturarului: Gustul râului Lethe este amar
Călătoria pelerinilor pe Benares ia sfârșit la Margine, înaintea imensului și periculosului Ocean de Iarbă. După ce se îmbarcă la bordul unei goelete-eoliane, Sol Weintraub, academicianul evreu, își spune povestea.
Sol Weintraub fusese profesor de eticăpe Lumea lui Barnard, a doua colonie fondată de Vechiul Pământ. Împreună cu soția sa, Sarai, are o fiică, Rachel, ale cărei studii post-universitare de arheologie o poartă către Criptele Timpului de pe Hyperion. Acolo își face apariția Shrike, în mijlocul unui câmp anti-entropic". Rachel scapă cu viață dar este contaminată cu "maladia lui Merlin" (după The Once and Future King a lui T.H. White), care o face să întinerească în fiecare zi, pierzându-și amintirea evenimentelor care au urmat după acea zi în cronologia normală a vieții ei. Părinții ei nu precupețesc niciun efort pentru a o vindeca, iar Sol este chinui de un vis în care i se ordonă să se ducă pe Rachel, eveniment similar celui pe care a trebuit să îl facă Avraam cu fiul său, Isaac.
Sarai moare și, tot mai îngrijorat de ce se va întâmpla cu Rachel când va atinge momentul nașterii, Sol pornește o campanie mass-media care să forțeze Biserica lui Shrike să îi permită să plece în pelerinaj cu fiica lui, cerându-i lui Shrike să o vindece. PErmisiunea îi este acordată cu câteva săptămâni înainte ca Rachel să atingă momentul nașterii.

### Povestirea detectivului: Rămas-bun pe vecie
Căpitanul Het Masteen dispare, iar Lenar Hoyt descoperă sânge prin camera acestuia. În urma lui rămân câteva posesiuni Templiere și un cub Moebius, care, după cum bănuiește Kassad, conține un mic "erg" - o formă de viață pe bază de siliciu cvasi-telepatică, capabilă să genereze și să controleze câmpuri de forță extreme. Templierii îi folosesc pentru a proteja și propulsa navele-arbore și se presupune că Masteen intenționa să îl foloească împotriva lui Shrike. Pentru a înrăutății lucrurile, se pare că nava-arbore cu care au venit pe Hyperion, Yggdrasill, a fost distrusă de Expulzați în noaptea precedentă, în timpul luptei lor cu FORȚA:spațiu.
Pelerinii își continuă călătoria peste munți, iar Brawne Lamia își spune povestea, al cărei titlu e posibil să fie luat mai curând din romanul polițist omonim al lui Raymond Chandler avându-l ca personaj principal pe Philip Marlowe.
Brawne Lamia, fiica unui Senator al Totalității, evită politica pentru o viață de detectiv particular după aparenta sinucidere a tatălui ei (întâmplată la puțin timp după ce pe atunci tânăra senatoare Meina Gladstone propusese încorporarea Hyperionului în Web). Ea este angajată de Johnny, care îi cere să-i investigheze propria moarte. El este un "cibrid" - un corp uman clonat controlat de inteligența TehNucleului prin implanturi electronice - fiind clona faimosului poet romantic John Keats, IA-ul care îl controlează fiind programat să aibă personalitatea și amintirile lui Keats pe cât de bine au putut fi reconstruite din informațiile păstrate și din extrapolările Nucleului.
IA-ul lui Johnny a fost asasinat în TehNucleu și un backup al ei nu a putut fi pus online pentru un minut întreg, din amintirile sale dispănd datele din cinci zile; aparent, scopul atacului a fost tocmai această amnezie limitată. În timpul anchetei sale, Lamia descoperă mai multe fire, dar niciunul nu o conduce la rezultatul final. În cele din urmă, Johnny propune distrugerea personalității sale AI, moment în care TehNucleul ar fi vulnerabil pentru o scurtă perioadă de timp, putându-se pătrunde în el și fura date - iar Jhnny știe exact de date vrea să fure pentru a-și înțelege mai bine locul în TehNucleu și motivele existenței sale. Pentru această intruziune suicidală, Lamia apelează la o veche cunoștință, BB. Acesta moare în timpul misiunii, iar Lamia abia supraviețuiește, dar află ceea ce dorea: TehNucleul nu este monolitul care se credea a fi, ci e divizat în trei facțiuni (Stabilele, Volatilele și Esențialele) în jurul celor două axe ale acțiunilor legate de umanitate și al proiectului "Inteligenței Finale". Proiectul "IF" este pasul logic al îmbunătățirii constante a AI-urilor, scopul final fiind de a crea o inteligență atât de puternică, de atotcunoscătoare, cu o putere de calcul atât de uriașă, încât nu se poate concepe ceva superior. IF ar fi omniscientă și omnipotentă - Dumnezeu, cu alte cuvinte - dar facțiunile au păreri diferite legate de abordarea proiectului.
Johnny și Lamia sunt urmăriți acum pe întreg cuprinsul Web-ului și, înainte de a muri, cibridul își transferă conștiința în femeie, cu ajutorul unui implant (o buclă Schrön, un dispozitiv fictiv cu o imensă capacitate de stocare). Însărcinată cu Johnny și considerată de Biserica lui Shrike "mama salvării noastre", Lamia se îmbarcă pe Yggdrasil.

### Povestea Consulului: Reamintind-o pe Siri
Când ajung la Donjonul Cronos, pelerinii nu sunt întâmpinați de nimeni, dar văd o persoană în robă, asemănătoare lui Het Masteen, fugind spre Criptele Timpului. Consulul își spune și el povestea, dar pentru a face asta relatează întâi o alta (o copie nemodificată a povestirii "Remembering Siri" apărută în Prayers to Broken Stones, despre care Simmons menționează că a oferit sămânța în jurul căreia au fost create Hyperion și Căderea lui Hyperion).
Bunicii Consulului au fost Merin Aspic (de pe Lusus) și Siri (de pe frumoasa lume oceanică Maui-Legământul). Aspic a semnat un contract pe termen lung de a face o serie de călători pe Maui-Legământul pentru a construi un teleproiector (cu toate implicațiile date de pierderea anilor din cauza dilatării relativiste a timpului) care să lege planeta cu restul Webului. Aici o cunoaște pe Siri, de care se îndrăgostește. Când prietenul său este ucis de un fanatic de pe Maui, Aspic îi răzbună moartea, fiind consemnat la bord și trimis înapoi în Web (evenimentele reprezintă o paralelă a celor din Romeo și Julieta).
Cei doi devin legende locale, în amintirea despărțiri lor scriindu-se poezii și ținându-se festivaluri. Siri și Merin se mai întâlnesc de cinci ori și, în timp ce Siri îmbătrânește normal, pentru Merin timpul trece mult mai încet, diferența dintre ei crescând continuu. Când sosește pe Maui pentru a șasea oară, Merin află că Siri a murit de bătrânețe. Teleproiectorul e gata, oamenii Webului invadează Maui, dezechilibrându-i ecologia, ceea ce îl determină pe Merin să saboteze dispozitivul, începând o rezistență fără speranță în fața FORȚEI, cunoscută sub numele de "Războiul lui Siri".
Odată cu înfrângerea rebeliunii, FORȚA distruge ecologia planetei mult mai violent decât o făcuseră până atunci coloniștii: delfinii mor, la fel ca și o mare parte a coloniștilor originali de pe Maui-Legământul. Merin îl convinge pe nepotul său să se alăture Hegemoniei, iar acesta va aștepta prima ocazie pentru a-și răzbuna lumea distrusă. Oportunitatea apare atunci când este trimis ca agent în sânul Expulzaților, dar Consulul pare a-i trăda și pe aceștia când activează prematur dispozitivul care-l poate eliberat pe Shrike din Criptele Timupului. Gestul vine ca urmare a dovezilor incontestabile ale Expulzaților referitoare la faptul că Marea Greșeală care a distrus Vechiul Pământ este, de fapt, opera calculată a Nucleului și a Hegemoniei, aceasta din urmă depunând toate eforturile pentru a distruge orice specie care ar putea rivaliza cu omul. Consulul știe că TehNucleul se teme de Expulzați, pe care nu îi poate controla, și folosește sistemul Hyperion pe post de momeală pentru a-i elimina.
În dimineața următoare, pelerinii pornesc dinspre Donjonul Cronos către Criptele Timpului, cântând "We're Off to See the Wizard" din Vrăjitorul din Oz.

## Personaje principale
- The Shrike - monstrul și anti-eroul romanului. Este cunoscut prin faptul că trage oamenii în țeapă pe un uriaș copac metalic, ale cărui ramuri sunt spini gigantici. A primit numele de la pasărea omonimă (sfrâncioc în limba română), care își înfige victimele, insecte și animale mici, în spinii unui copac.
  - Este obiectul unui cult, Biserica Ispășirii Finale, și păzește Criptele Timpului. Biserica trimite către Cripte un număr prim de pelerini, dintre care unul va fi ucis, iar celorlalți li se vor îndeplini cererile. Shrike este capabil să manipuleze timpul ceea ce, alături de abilitățile sale în artele marțiale, susținute de cele patru brațe și un corp blindat cu spini, îl face un opozant de neînvins, capabil să măcelărească grupuri întregi.
- Consulul  - fostul guvernator al planetei Hyperion. Mare parte din roman este un personaj enigmatic, observând și ascultând povestirile celorlalți pelerini, dar fiind rezervat în s-și relata propria povestire. Este unul dintre puținele zeci de oameni din cei o sută cincizeci de miliarde de cetățeni ai Hegemoniei care posedă o navă spațială proprie.
- Lenar Hoyt - preot catolic aflat în jurul vârstei de 30 de ani, trăind într-un univers în care catolicismul s-a diminuat până a devenit o umbră cu doar câteva mii de discipoli.
- Fedmahn Kassad - colonel în FORȚA militară a Hegemoniei Omului, de origine palestiniană, vrea să îi distrugă atât pe Shrike, cât și pe Moneta.
- Brawne Lamia - detectiv particular. E posibil ca numele ei să provină de la Fanny Brawne, iubirea neîmpărtășită a lui John Keats, și de la ființa cu același nume din poezia Lamia. Brawne este fiica Senatorului Byron Lamia, fost prieten al Directorului Executiv Meina Gladstone, care se pare că s-ar fi sinucis pe când Brawne era doar un copil.
- Het Masteen - cel mai misterios dintre cei șapte pelerini. Este un Templier, conducând nava-arbore Yggdrasil care îi aduce pe pelerini pe Hyperion.
  - Navele-arbori sunt arbori vii propulsați prin spațiu de ergi (ființe extraterestre care emit câmpuri de forță). Ergii generează și câmpurile de forță din jurul navelor care păstrează atmosfera intactă.
- Martin Silenus - poet cu gura slobodă. Născut pe Pământ înainte de distrugerea acestuia, este extrem de bătrân. Lucrează la o poezie epică neterminată, la fel ca și Keats.
  - Silenus este menționat de câteva ori de-a lungul seriei cu apelativul "satir".
- Sol Weintraub - erudit evreu. Fiica sa este afectată de o boală denumită "maladia Merlin", care face ca vârsta ei să curgă invers, întinerind odată cu trecerea timpului.